# 鈴木尚之
鈴木 尚之（すずき なおゆき、1929年10月5日 - 2005年11月26日）は、日本の脚本家。岐阜県高山市（旧・吉城郡国府村大字広瀬）出身。

## 人物
父親は警察官で、岐阜県内で転校を繰り返し、父は退官時は高山警察署の署長であった。旧制岐阜二中（現・岐阜県立加納高等学校）の二学年下に篠田正浩がいたが、在学中に面識はない。同中学から日本大学藝術学部に進み、大学卒業後、1954年東映に入社。同期に東映京都撮影所に配属された高岩淡ら。東映東京撮影所の助監督となるが、同スタジオの埃が原因で、気管支炎を患い、一番仲良しだった深作欣二は引き留めてくれたが、やむなく1955年、本社企画本部脚本課に転属し脚本家となる。間もなく内田吐夢の担当になり、「宮本武蔵シリーズ」5部作（1961年―1965年）を手掛け、1963年、当時東京撮影所所長だった岡田茂から『人生劇場 飛車角』の脚本を書かされ(別人名義)、「東映任侠映画」の路線化に貢献。作品の大成功により、同年岡田からの指示で岡田のプロデュース作品『人生劇場 続飛車角』(相井抗名義)『武士道残酷物語』『宮本武蔵 二刀流開眼』『五番町夕霧楼』『おかしな奴』と6本の脚本を担当。これらのハードな仕事をこなした信頼から、岡田に1965年『飢餓海峡』の脚本に抜擢され代表作とした。『人生劇場 続飛車角』では、鶴田浩二が脚本に注文を付け、大ゲンカになったが、役者の意見を聞かない方針の鈴木は一切妥協せず、鶴田の要求を突っぱねた。岡田茂は鈴木を「企画構成者としての才能を持つ数少ないライター。企画から興行成績の見通しまで的確に指摘できるライターは東映では鈴木しかいない」と評価した。大川橋蔵の人気挽回を思案した岡田から「橋蔵主演・今井正監督で『源氏物語』を書いてくれ」との発注を断り増々評価を上げた。鈴木はここから巨匠たちから脚本指名を受けるようになり、"巨匠キラー"と呼ばれるようになった。後続の脚本家のため、一作づつギャラを上げ、一本100万円になった1967年、東映を退社しフリーとなる。以降、NHK大河ドラマ『三姉妹』、『白い巨塔 (1978年のテレビドラマ)』、『不毛地帯 (1979年のテレビドラマ)』等を執筆した。日本シナリオ作家協会会長を歴任。
作家山崎豊子の信頼が厚く、『白い巨塔』『不毛地帯』の脚本は山崎の指名によるものであった。
佐久間良子ら名のある女優たちからも信頼されており、「鈴木さんの脚本なら出演します」と言わしめた。渥美清の信頼も深かったらしく、野村芳太郎・山田洋次系列以外の作家としては唯一、長年にわたってコンビを組んでいる。
脚本の直しをしないライターとして知られ、鈴木「なおさず」と呼ばれていた。
『飢餓海峡』『宮本武蔵』『土』『限りなき前進』等を監督した内田吐夢についての「私説内田吐夢伝」を上梓している。
2005年11月26日午前1時25分、肺癌のため都内の病院で死去。76歳没。

## 作品
※がある作品は合作

### 映画
- つばくろ道中 （1960年）※
- 江戸っ子奉行　天下を斬る男 （1961年） ※
- 宮本武蔵 (1961年の映画)（1961年） ※
- ちいさこべ （1962年） ※
- 宮本武蔵 般若坂の決斗 （1962年） ※
- 武士道残酷物語 （1963年） ※
- 人生劇場 続飛車角 （1963年）
- 宮本武蔵 二刀流開眼 （1963年） ※
- おかしな奴 （1963年）
- 五番町夕霧楼（1963年） ※
- 宮本武蔵 一乗寺の決斗 （1964年） ※
- 鮫 （1964年）
- 飢餓海峡 （1964年）
- 冷飯とおさんとちゃん （1965年）
- 宮本武蔵 巌流島の決斗 （1965年） ※
- 沓掛時次郎 遊侠一匹 （1966年） ※
- 湖の琴 （1966年）
- あかね雲 （1967年）
- 祇園祭 （1968年） ※
- スクラップ集団 （1968年）
- 婉という女 （1971年）
- 辻が花 （1972年）
- あゝ声なき友 （1972年）
- 海軍特別年少兵 （1972年）
- 子育てごっこ （1979年）
- 子どものころ戦争があった （1981年）
- 飛鳥へ、そしてまだ見ぬ子へ （1982年）

### テレビドラマ
- 鶴っ子 （1965年、フジテレビ）
- 城砦 （1966年、フジテレビ）
- 泣いてたまるか 「ビフテキ子守歌」（1966年 - 1968年、TBS） ※
- 泣いてたまるか 「吹けよ春風」（1966年 - 1968年、TBS） ※
- 三姉妹 （1967年、NHK大河ドラマ）
- 並木海岸 （1967年）
- ながい坂 （1969年、NET）
- 不貞ということ （1969年、NET）
- 戦国艶物語 （1969年 - 1970年、ABC）
- 柳橋物語 （1970年、フジテレビ）
- 遺書配達人 （1970年、NHK）
- 湖笛 （1970年、NET）
- しがらき物語 （1970年）
- 渦中の女 （1972年、CBC）
- 私は忘れたい （1972年 - 1973年、TBS）
- むかしも今も （1972年、NET）
- 加那子という女 （1973年、日本テレビ）
- 北国の女の物語 （1973年、NET）
- あにいもうと （1973年、NET）
- 明治一代女 （1973年、NET）
- 花はあしたに（1974年、読売テレビ）
- 華麗なる一族 （1974年 - 1975年、NET / 毎日放送）
- 女の勲章 （1976年、フジテレビ）
- 天の花と実 （1977年、テレビ朝日）
- 白い巨塔 （1978年 - 1979年、フジテレビ）
- 不毛地帯 （1979年、毎日放送）
- 紅い花なら （1980年、毎日放送）
- 女、その愛と別れ・残菊物語より （1981年、日本テレビ）
- 仇討選手 （1981年、フジテレビ）
- 死者と栄光への挽歌 （1982年、読売テレビ） ※
- 文豪シリーズ・殺意の瞬間 （1988年、テレビ東京） ※

## 受賞
- 1965年 『飢餓海峡』 - 毎日映画コンクール脚本賞

## 著書
- 『鈴木尚之　人とシナリオ』同出版委員会編、シナリオ作家協会、1998年
- 『私説 内田吐夢伝』岩波書店、1997年／岩波現代文庫、2000年